# Glenbar-Nationalpark
Der Glenbar-Nationalpark (englisch Glenbar National Park) ist ein 30 km² großer Nationalpark in Queensland, Australien.
Er liegt in der Region Wide Bay-Burnett und befindet sich 195 km nördlich von Brisbane und 77 km südwestlich von Hervey Bay. In der Nachbarschaft liegen der Grongah-, Mount-Bauple- und der Woocoo-Nationalpark. Es gibt weder Zufahrtsstraßen noch Besuchereinrichtungen.
Die Urah Range verläuft durch den zweigeteilten Glenbar-Nationalpark. Im nördlichen Teil befindet sich der 580 m hohe Gipfel des Mount Urah. Im Westen schließt der gleichnamige Glenbar State Forest an.